# Oda Nobukazu
Oda Nobukazu est un nom japonais traditionnel ; le nom de famille (ou le nom d'école), Oda, précède donc le prénom (ou le nom d'artiste).
Oda Nobukazu (織田 信美, 15 août 1793-14 septembre 1836) est le deuxième daimyo du domaine féodal tozama de Takabatake situé dans la province de Dewa, au nord du Japon. Il est plus tard transféré pour devenir le 1er daimyo du domaine de Tendō dans la même province. Oda Nobukazu est descendant direct du fameux Oda Nobunaga par Oda Nobukatsu, le fils de Nobunaga.

## Biographie
Nobukazu est le neuvième fils d'Oda Nobuchika et de la fille d'Ogasawara Nagayuki. Son nom d'enfance est Hyaku-tarō. Son épouse est la troisième fille d'Ōmura Sumiyasu, daimyo du domaine d'Ōmura dans Kyūshū, et sa concubine la quatrième fille de Toda Takanaka du domaine d'Utsunomiya. Il a trois fils et trois filles.
Le 1er novembre 1811, il est reçu en audience par le shogun Tokugawa Ienari. En 1818, à la mort de son père, il lui succède à la tête de Takabatake et reçoit le titre de cour cérémonial Wakasa-no-kami et le rang de cour 5e inférieur en 1820. En 1826, après que le château de Takabatake a brûlé pour la deuxième fois, il reçoit l'ordre par le bakufu de changer son emplacement pour Tendō, une région boisée et montagneuse peu développée sur le territoire du même domaine, où il règne en premier seigneur de Tendō de 1830 jusqu'à son décès en 1836.
Son titre cérémonial de cour est changé pour Echizen-no-kami. Sa tombe se trouve au temple bouddhiste Korin-ji dans l'arrondissement Bunkyō à Tokyo.

## Source de la traduction
- (en) Cet article est partiellement ou en totalité issu de l’article de Wikipédia en anglais intitulé « Oda Nobukazu » (voir la liste des auteurs).